# Planet B.A.D.
Planet B.A.D. è una raccolta dei Big Audio Dynamite. L'album fu pubblicato il 12 settembre 1995.
La compilation include alcuni dei singoli di maggior successo delle varie formazioni dei B.A.D.. Le tracce sono tutte presenti nelle versioni del proprio singolo, tranne E=MC², Medicine Show, Sightsee M.C! e Just Play Music! che sono prese dalle versioni degli album This Is Big Audio Dynamite e Tighten Up, Vol. 88.

## Tracce
1. The Bottom Line (Jones) - 3:46
2. E=MC² (Jones, Letts) - 5:58
3. Medicine Show (Jones, Letts) - 6:32
4. C'mon Every Beatbox (Jones, Letts) - 4:32
5. V. Thirteen (Jones, Strummer) - 4:40
6. Sightsee M.C.! (Jones, Strummer) - 4:54
7. Just Play Music! (Jones, Letts, Roberts) - 4:12
8. Other 99 (Jones, Letts) - 4:28
9. Contact (Donovan, Jones) - 4:13
10. Free (Donovan, Jones) - 3:32
11. Rush (Jones) - 3:11
12. The Globe (Jones, Stonadge) - 3:47
13. Looking for a Song (Jones, Portaluri, Sion, Zefret) - 3:46
14. Harrow Road (Fisher, Hare, Jones, Stondage) - 3:42
15. I Turned Out a Punk (Jones) - 3:47

## Formazione

### Big Audio Dynamite
- Mick Jones - voce, chitarra
- Don Letts - effetti sonori, voce
- Dan Donovan - tastiere
- Leo "E-Zee-Kill" Williams - basso, voce
- Greg Roberts - batteria, voce

### Big Audio Dynamite II
- Mick Jones – voce, chitarra
- Nick Hawkins – chitarra, cori
- Gary Stonadge – basso, cori
- Chris Kavanagh – batteria, percussioni, cori

### Big Audio
- Mick Jones - voce, chitarra
- Nick Hawkins - voce, chitarra
- André Shapps - tastiere
- Gary Stonadge - basso, voce
- Chris Kavanagh - batteria, voce
- Mickey Custance - DJ, voce